# Agustín Fernández (político argentino)
Agustín Fernández (Aguilares, 16 de marzo de 1967) es un empresario inmobiliario y político argentino, diputado nacional por la provincia de Tucumán para el periodo 2021-2025, que actualmente preside el Bloque Independencia. Anteriormente fue Intendente de Aguilares entre 2003 y 2015, luego asumio como Secretario de Justicia de la Provincia de Tucumán entre 2020 y 2021.

## Biografía
Casado con Mariela Reyes Elías, tiene 3 hijos.
Su carrera política comenzó en 2003, siendo reelecto en 2007 y en 2011. Finalmente en 2015 término su mandato, siendo sucedido por la peronista  Elia Fernández de Mansilla, esposa de Sergio Francisco Mansilla.
En 2020 asumio brevemente como secretario de Estado y Justicia para el gobierno de la provincia de Tucumán. En 2021 se presentó a las Elecciones legislativas de Argentina de 2021 como candidato a Diputado Nacional por el Partido Justicialista junto a Rossana Chahla, siendo electos por el 42,18% de los votos.
En enero de 2024 generó polémica, primero firmando el dictamen de comisión por la Ley de Bases del presidente Javier Milei, y posteriormente formando el Bloque Independencia con los diputados jaldistas de la Provincia de Tucumán, separándose del bloque de Unión por la Patria para apoyar a Javier Milei.

## Historial electoral
|  | 40.71 % |

|  | 42.83 % |

|  | 48.68 % |

|  | 52,52 % |

|  | 55,25 % |

|  | 49,40 % |

|  | 42,18 % |